# UFC 148
UFC 148: Silva vs. Sonnen II è stato un evento di arti marziali miste organizzato dalla Ultimate Fighting Championship che si è tenuto il 7 luglio 2012 all'MGM Grand Garden Arena di Las Vegas, Stati Uniti.

## Retroscena
UFC 148 batté il record di evento UFC con il più alto incasso della storia grazie ad un totale di 6.901.655 dollari; precedentemente il record lo deteneva l'evento UFC 66 con un totale di 5.397.300 dollari.
Il main match della serata tra Anderson Silva e Chael Sonnen per il titolo dei pesi medi avrebbe dovuto svolgersi in Brasile con l'evento UFC 147, ma a causa del sovrapporsi delle date con la Conferenza delle Nazioni Unite sullo sviluppo sostenibile il rematch tra i due contendenti venne spostato; si tratta sicuramente del match più atteso dell'anno grazie anche alla molta pubblicità generata dal trash-talking di Sonnen nei confronti dell'avversario sudamericano.
L'evento vide anche l'ultimo incontro in carriera della leggenda Tito Ortiz, che venne immediatamente inserito nella Hall of Fame dell'UFC.
L'evento avrebbe dovuto ospitare anche l'incontro per il titolo dei pesi gallo tra Dominick Cruz e Urijah Faber, ma a seguito dell'infortunio capitato a Cruz l'abbinamento del match venne cambiato e l'incontro stesso venne spostato a UFC 149.
Ivan Menjivar avrebbe dovuto affrontare Renan Barão per un posto come primo contendente al titolo dei pesi gallo, ma con l'infortunio di Dominick Cruz Barão venne scelto come contendente alla nuova cintura ad interim di categoria, e Menjivar venne quindi opposto a Mike Easton.
Cung Le se la doveva vedere con Rich Franklin, ma a causa dell'infortunio capitato a Vítor Belfort Franklin venne chiamato a sostituire il brasiliano nel main event di UFC 147; Le affrontò Patrick Côté, di ritorno in UFC.

## Risultati

### Card preliminare
- Incontro categoria Pesi Leggeri:  Rafaello Oliveira contro  Yoislandy Izquierdo

Oliveira sconfisse Izquierdo per decisione unanime (29–28, 29–28, 29–28).
- Incontro categoria Pesi Leggeri:  Shane Roller contro  John Alessio

Roller sconfisse Alessio per decisione unanime (29–28, 29–28, 29–28).
- Incontro categoria Pesi Medi:  Costa Philippou contro  Riki Fukuda

Philippou sconfisse Fukuda per decisione unanime (30-27, 30-27, 29-28).
- Incontro categoria Pesi Leggeri:  Khabib Nurmagomedov contro  Gleison Tibau

Nurmagomedov sconfisse Tibau per decisione unanime (30-27, 30-27, 30-27).
- Incontro categoria Pesi Leggeri:  Melvin Guillard contro  Fabrício Camões

Guillard sconfisse Camões per decisione unanime (30-27, 30-27, 30-27).

### Card principale
- Incontro categoria Pesi Gallo:  Mike Easton contro  Ivan Menjivar

Easton sconfisse Menjivar per decisione unanime (30-27, 29-28, 30-27).
- Incontro categoria Pesi Piuma:  Chad Mendes contro  Cody McKenzie

Mendes sconfisse McKenzie per KO Tecnico (pugni) a 0:31 del primo round.
- Incontro categoria Pesi Welter:  Demian Maia contro  Kim Dong-Hyun

Maia sconfisse Kim per TKO Tecnico (infortunio alla costola) a 0:47 del primo round.
- Incontro categoria Pesi Medi:  Cung Le contro  Patrick Côté

Le sconfisse Côté per decisione unanime (30-27, 30-27, 30-27).
- Incontro categoria Pesi Mediomassimi:  Forrest Griffin contro  Tito Ortiz

Griffin sconfisse Ortiz per decisione unanime (29-28, 29-28, 29-28).
- Incontro per il titolo dei Pesi Medi:  Anderson Silva (c) contro  Chael Sonnen

Silva sconfisse Sonnen per KO Tecnico (colpi) 1:55 del secondo round e difese il titolo dei pesi medi.

## Premi
I seguenti lottatori sono stati premiati con un bonus di 75.000 dollari:
- Fight of the Night:  Forrest Griffin contro  Tito Ortiz
- Knockout of the Night:  Anderson Silva
- Submission of the Night: nessun incontro premiato